# 1644 год в науке
В 1644 году произошли различные научные и технологические события, некоторые из которых представлены ниже.

## События
- Итальянский математик Пьетро Менголи впервые исследовал «ряд обратных квадратов» и доказал его сходимость, но не сумел найти сумму ряда. Эту проблему удалось решить только почти через сто лет (Леонард Эйлер, 1735)[1].

## Публикации
- Итальянский физик и математик Эванджелиста Торричелли при жизни опубликовал всего одно сочинение: «Труды по геометрии» (Opera geometrica), но включил в него самые разнородные материалы о своих открытиях: пропаганда и примеры применения метода неделимых к циклоиде, параболе, телам вращения, исследование движения жидкостей и снарядов, изобретённый им ртутный барометр и др, Трактат Торричелли получил широкую известность и стал заметным вкладом в науку[2].

## Родились
См. также: Категория:Родившиеся в 1644 году
- 25 сентября — Оле Рёмер, датский астроном, первым получивший оценку скорости света, близкую к реальной (умер в 1710 году)[3].
- (?) — Иоганн Якоб Циммерман, немецкий астроном и теолог, защитник системы Коперника и Кеплера (умер в 1693 году).

## Скончались
- 30 декабря — Ян Баптиста ван Гельмонт, фламандский химик (род. в 1580 году)[4].
- (июль или август) — Георг Маркграф, немецкий натуралист, исследователь Южной Америки (род. в 1610 году)[5].
- (?) — Уильям Крабтри, совместно с Джереми Хорроксом — основатель научной астрономии в Англии (род. в 1610 году).